# Elecciones a la Asamblea Regional de Cantabria de 1995
Las elecciones la Asamblea Regional de Cantabria de 1995 se celebraron el 28 de mayo. El PP consiguió la mayoría simple en estos comicios. Juan Hormaechea (UPCA) fue obligado a retirarse por una decisión judicial tomada el día antes de las elecciones. Juan Hormaechea estuvo involucrado en varios procesos judiciales, y el tribunal consideró probada su participación en hechos como mandar la fabricación de los carteles que anunciaban las obras financiadas por la comunidad autónoma a la empresa de un amigo, denominada Oyprocansa, sin publicidad, justificación ni consulta previa a otros empresarios, y por encargar con otras irregularidades un estudio sobre la situación socioeconómica de los ayuntamientos de la comunidad.
Izquierda Unida consiguió representación parlamentaria en estas elecciones autonómicas con 3 escaños, sin embargo en septiembre de 1997 los 3 diputados abandonan IU y forman Izquierda Democrática Cántabra (IDCAN). De esta manera, fue investido Presidente José Joaquín Martínez Sieso (PP) con el apoyo del Partido Regionalista de Cantabria. Sin embargo, la suma de los diputados de ambos partidos no otorgó la mayoría absoluta al conjunto, por lo que hicieron falta acuerdos puntuales para la aprobación de algunas leyes.

## Resultados
| ← Elecciones a la Asamblea Regional de Cantabria de 1995 → |                                                   |                             |         |       |         |     |
| Presidente y gobierno | Partido                                           | Candidato                   | Votos   | %     | Escaños | +/- |
| - Presidente: José Joaquín Martínez Sieso - Gobierno: PP-PRC - Censo: 435.752 - Votantes: 322.654 (74,0%) - Abstención: 113.098 (26,00%) - Válidos: 320.032 - A candidatura: 313.846 | Partido Popular (PP)                              | José Joaquín Martínez Sieso | 104.008 | 33,14 | 13      | +7  |
| - Presidente: José Joaquín Martínez Sieso - Gobierno: PP-PRC - Censo: 435.752 - Votantes: 322.654 (74,0%) - Abstención: 113.098 (26,00%) - Válidos: 320.032 - A candidatura: 313.846 | Partido Socialista Obrero Español (PSOE)          | Julio Neira                 | 80.464  | 25,64 | 10      | -6  |
| - Presidente: José Joaquín Martínez Sieso - Gobierno: PP-PRC - Censo: 435.752 - Votantes: 322.654 (74,0%) - Abstención: 113.098 (26,00%) - Válidos: 320.032 - A candidatura: 313.846 | Unión para el Progreso de Cantabria (UPCA)        | Vicente de la Hera          | 53.191  | 16,95 | 7       | -8  |
| - Presidente: José Joaquín Martínez Sieso - Gobierno: PP-PRC - Censo: 435.752 - Votantes: 322.654 (74,0%) - Abstención: 113.098 (26,00%) - Válidos: 320.032 - A candidatura: 313.846 | Partido Regionalista de Cantabria (PRC)           | Miguel Ángel Revilla        | 46.587  | 14,84 | 6       | +4  |
| - Presidente: José Joaquín Martínez Sieso - Gobierno: PP-PRC - Censo: 435.752 - Votantes: 322.654 (74,0%) - Abstención: 113.098 (26,00%) - Válidos: 320.032 - A candidatura: 313.846 | Izquierda Unida (IU)                              |                             | 23.563  | 7,51  | 3       | +3  |
| - Presidente: José Joaquín Martínez Sieso - Gobierno: PP-PRC - Censo: 435.752 - Votantes: 322.654 (74,0%) - Abstención: 113.098 (26,00%) - Válidos: 320.032 - A candidatura: 313.846 | Independientes de Cantabria (INCA)                |                             | 3.182   | 1,01  | 0       |     |
| - Presidente: José Joaquín Martínez Sieso - Gobierno: PP-PRC - Censo: 435.752 - Votantes: 322.654 (74,0%) - Abstención: 113.098 (26,00%) - Válidos: 320.032 - A candidatura: 313.846 | Centro Democrático y Social (CDS)                 |                             | 1.267   | 0,40  | 0       |     |
| - Presidente: José Joaquín Martínez Sieso - Gobierno: PP-PRC - Censo: 435.752 - Votantes: 322.654 (74,0%) - Abstención: 113.098 (26,00%) - Válidos: 320.032 - A candidatura: 313.846 | Coalición Renovadora de Cantabria (CRCA)          |                             | 879 0,  | 0,28  | 0       |     |
| - Presidente: José Joaquín Martínez Sieso - Gobierno: PP-PRC - Censo: 435.752 - Votantes: 322.654 (74,0%) - Abstención: 113.098 (26,00%) - Válidos: 320.032 - A candidatura: 313.846 | Partido Comunista de los Pueblos de España (PCPE) |                             | 705     | 0,22  | 0       |     |
| - Presidente: José Joaquín Martínez Sieso - Gobierno: PP-PRC - Censo: 435.752 - Votantes: 322.654 (74,0%) - Abstención: 113.098 (26,00%) - Válidos: 320.032 - A candidatura: 313.846 | En blanco                                         | N/A                         | 6.186   | 1,9   | N/A     | N/A |
| - Presidente: José Joaquín Martínez Sieso - Gobierno: PP-PRC - Censo: 435.752 - Votantes: 322.654 (74,0%) - Abstención: 113.098 (26,00%) - Válidos: 320.032 - A candidatura: 313.846 | Nulos                                             | N/A                         |         |       | N/A     | N/A |

### Elección e investidura del Presidente de Cantabria
| Candidato                        | Fecha                                                   | Voto       |    |    |   |   |   | Total |
| -------------------------------- | ------------------------------------------------------- | ---------- | -- | -- | - | - | - | ----- |
| José Joaquín Martínez Sieso (PP) | 11 de julio de 1995 Mayoría requerida: Absoluta (20/39) | Sí         | 13 |    |   | 6 |   | 19/39 |
| José Joaquín Martínez Sieso (PP) | 11 de julio de 1995 Mayoría requerida: Absoluta (20/39) | No         |    | 10 | 7 |   | 3 | 20/39 |
| José Joaquín Martínez Sieso (PP) | 11 de julio de 1995 Mayoría requerida: Absoluta (20/39) | Abstención |    |    |   |   |   | 0/39  |
| José Joaquín Martínez Sieso (PP) | 13 de julio de 1995 Mayoría requerida: Simple           | Sí         | 13 |    | 7 | 6 |   | 26/39 |
| José Joaquín Martínez Sieso (PP) | 13 de julio de 1995 Mayoría requerida: Simple           | No         |    | 10 |   |   |   | 10/39 |
| José Joaquín Martínez Sieso (PP) | 13 de julio de 1995 Mayoría requerida: Simple           | Abstención |    |    |   |   | 3 | 3/39  |